# Hatao Hiroto
Hatao Hiroto (畑尾大翔 Hatao Hiroto, sinh ngày 16 tháng 11 năm 1990 ở Nerima, Tokyo) là một cầu thủ bóng đá người Nhật Bản thi đấu cho Nagoya Grampus.

## Sự nghiệp

### Câu lạc bộ
Ngày 5 tháng 1 năm 2018, Hatao ký hợp đồng với Nagoya Grampus.

## Thống kê sự nghiệp

### Câu lạc bộ
Tính đến trận đấu diễn ra ngày 18 tháng 11 năm 2017
| Câu lạc bộ          | Mùa giải            | Giải vô địch        | Giải vô địch | Giải vô địch | Cúp Quốc gia | Cúp Quốc gia | Cúp Liên đoàn | Cúp Liên đoàn | Châu lục | Châu lục  | Khác    | Khác      | Tổng    | Tổng      |
| Câu lạc bộ          | Mùa giải            | Hạng đấu            | Số trận      | Bàn thắng    | Số trận      | Bàn thắng    | Số trận       | Bàn thắng     | Số trận  | Bàn thắng | Số trận | Bàn thắng | Số trận | Bàn thắng |
| ------------------- | ------------------- | ------------------- | ------------ | ------------ | ------------ | ------------ | ------------- | ------------- | -------- | --------- | ------- | --------- | ------- | --------- |
| Ventforet Kofu      | 2014                | J1 League           | 5            | 0            | 1            | 0            | 0             | 0             | -        | -         | -       | -         | 6       | 0         |
| Ventforet Kofu      | 2015                | J1 League           | 15           | 0            | 2            | 0            | 5             | 0             | -        | -         | -       | -         | 22      | 0         |
| Ventforet Kofu      | 2016                | J1 League           | 15           | 0            | 0            | 0            | 6             | 0             | -        | -         | 21      | 0         |         |           |
| Ventforet Kofu      | 2017                | J1 League           | 14           | 1            | 0            | 0            | 5             | 0             | -        | -         | -       | -         | 19      | 1         |
| Ventforet Kofu      | Tổng                | Tổng                | 49           | 1            | 2            | 0            | 16            | 0             | -        | -         | -       | -         | 67      | 0         |
| Nagoya Grampus      | 2018                | J1 League           | 15           | 10           | 0            | 0            | 0             | 0             | –        | –         | 0       | 0         | 15      | 10        |
| Tổng cộng sự nghiệp | Tổng cộng sự nghiệp | Tổng cộng sự nghiệp | 49           | 1            | 2            | 0            | 16            | 0             | -        | -         | -       | -         | 67      | 0         |